# Percepción multimodal
La percepción multimodal es el estudio de cómo la información de las diferentes modalidades sensoriales, como la vista, el sonido, el tacto, el olfato y el gusto puede ser integrada por el sistema nervioso. Una percepción coherente de estímulos de diferentes modalidades permite tener experiencias perceptivas más significativas. De hecho, la integración multisensorial es central para el comportamiento adaptativo porque permite percibir un mundo de entidades perceptivas coherentes. Asimismo, trata de cómo las diferentes modalidades sensoriales interactúan entre sí e influyen en el procesamiento de las demás.
La percepción multimodal se puede utilizar en variados y diferentes contextos cotidianos. Además, es destacable su importancia en personas con alguna discapacidad auditiva, no solo la sordera, sino también en pacientes con implante coclear. Se trata del uso de información complementaria para percibir de la manera más completa posible una información previamente conocida por otro sentido.
La mayoría de la comunicación verbal tiene lugar en contextos en los que el oyente puede ver y oír al hablante. Hay estudios que demuestran la influencia de la visión en la percepción del habla, atribuida a la frecuencia e intensidad con que los receptores asimilan de manera conjunta los estímulos específicos de ambas modalidades sensoriales. Para su observación se procedió a un experimento que consistió en la reproducción de un clip de vídeo de un informante cuyos movimientos labiales eran propios del sonido [ga] junto con un audio del mismo informante diciendo  [ba], y que los adultos identificaban como [da] al recibir los dos estímulos al mismo tiempo. El fenómeno demostrado por este experimento se ha venido a llamar Efecto McGurk, por uno de los autores del estudio.

## Ejemplos de percepción multimodal
Se han llevado a cabo numerosos experimentos para demostrar este fenómeno, dando lugar a diferentes resultados.

### Efecto McGurk
Se ha demostrado que dos estímulos bimodales convergentes pueden producir una percepción diferente a cada una de sus partes, creando una ilusión auditiva. En un estudio clásico etiquetado como el efecto McGurk, la producción de sonidos de una persona fue doblada con un vídeo de esa persona pronunciando un sonido diferente. El resultado final fue la percepción de un sonido perteneciente a una tercera clase, distinta a los demás. McGurk y MacDonald (1976) explicaron que, entre los sonidos [ba], [da], [ka], [ta], [ga] y [pa], algunos pueden confundirse visualmente, es decir ([da], [ga], [ka], [ta]) y ([ba] y [pa]), y otros pueden ser confundidos audiblemente. Por lo tanto, si la modalidad visual ve [ga] y la modalidad auditiva escucha [ba], se perciben de forma integrada como [da].

### Ilusión del doble flash
Se constituyó como la primera ilusión para mostrar que los estímulos visuales pueden ser alterados por estímulos de audio. En el paradigma estándar, a los participantes se les presentaron combinaciones de uno a cuatro flashes acompañados de cero a 4 pitidos. Luego se les pidió que dijeran cuántos flashes habían percibido. Los participantes apreciaron destellos ilusorios cuando hubo más pitidos que destellos. Esto sugiere que la ilusión refleja la percepción subjetiva del flash extra. Por otro lado, también hay estudios que revelan el mismo efecto por influencia de la audición en la visión.

### Integración aero-táctil en la percepción del habla
Añadir la modalidad táctil se ha convertido en el siguiente paso, a la par que crucial, para comprender la percepción multimodal. Hay estudios que pretenden mostrar que los receptores integran información táctil durante la percepción auditiva del habla, sin entrenamiento previo; al contrario que la mayoría de estudios anteriores que defendían que esta percepción multimodal solo se podía dar con preparación. Ello deriva del hecho de que algunos sonidos del habla producen pequeñas ráfagas de aspiración, como la [p] inglesa; por lo que en el experimento se procedió a aplicar ligeros e inaudibles soplos de aire en la piel de los participantes en una o dos localizaciones, ya sea el brazo derecho, el cuello o ambas. Aquellas sílabas acompañadas con soplos de aire eran más probablemente escuchadas como aspiradas, causando que los participantes escucharan la [p] como una [b].  